# Richenza de Berg
Richenza de Berg (née vers 1095 – 27 septembre 1125) duchesse de Bohême et épouse de Vladislav Ier de Bohême. Elle est la fille de Henri Ier von Berg comte en Souabe et de son épouse Adelheid de Mochental.

## Famille et postérité
Richenza épouse Vladislav avant 1111. Sa sœur Sophie von Berg épouse également, en 1114, un Přemyslide en la personne d'Othon II le Noir duc d'Olomouc et de Brno en Moravie. Sa seconde sœur, Salomé von Berg, se marie avec Boleslas III Bouche-Torse de Pologne en 1115.
En 1125, Vladislav Ier mourant jugeant ses enfants trop jeunes, choisit comme successeur son cousin Othon II de Moravie conformément également aux vœux de son épouse Richenza. Toutefois à la suite de l'intervention de sa mère Świętosława, il change d'avit et se réconcilie avec son frère cadet Soběslav. Après la mort de Vadislav Ier, son épouse décide de se retirer au monastère de Zwiefalten, mais elle meurt en cours de route le 27 septembre 1125 et elle est inhumée à Reichenbach. De son union avec Vladislav Ier, Richenza laisse une postérité importante :
- Swatana (Luitgard) mariée en 1124 avec Frédéric III de Ratisbonne, comte de Diessen ;
- Vladislav II de Bohême ;
- Děpold Ier duc de Jemnice (allemand Jamnitz) de 1142 à sa mort le 14-15 août 1167 dont la lignée s'éteindra à la mort de son arrière-petit-fils Boleslav († 1241) ;
- Jindřich mort en 1169 père de l'évêque duc Brestislav Jindřich.